# Syd Gore

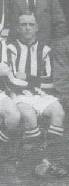
Gore chụp ảnh năm 1920

Sydney Percy Gore (sinh ngày 23 tháng 9 năm 1900, ngày mất không rõ) là một cầu thủ bóng đá người Anh hoạt động trong năm tháng chiến tranh.  Sinh ra ở Faversham, ông gia nhập Gillingham từ Faversham Rangers năm 1918 và có 8 lần ra sân cho câu lạc bộ ở Football League trước khi rời đi để gia nhập Sittingbourne. Ông gia nhập Millwall năm 1923 và có hơn 100 lần ra sân trong 3 mùa giải.  Sau một thời gian với Chatham Town ông trở lại Gillingham năm 1929 và có thêm 32 trận đấu. Câu lạc bộ cuối cùng của ông được biết đến là Ashford Town.